# NGC 7707
NGC 7707 је елиптична галаксија у сазвежђу Андромеда која се налази на NGC листи објеката дубоког неба.
Деклинација објекта је + 44° 18' 17" а ректасцензија 23h 34m 51,3s. Привидна величина (магнитуда) објекта NGC 7707 износи 13,6 а фотографска магнитуда 14,6. NGC 7707 је још познат и под ознакама UGC 12683, MCG 7-48-12, CGCG 533-14, NPM1G +44.0415, PGC 71798.